# Bill Browder

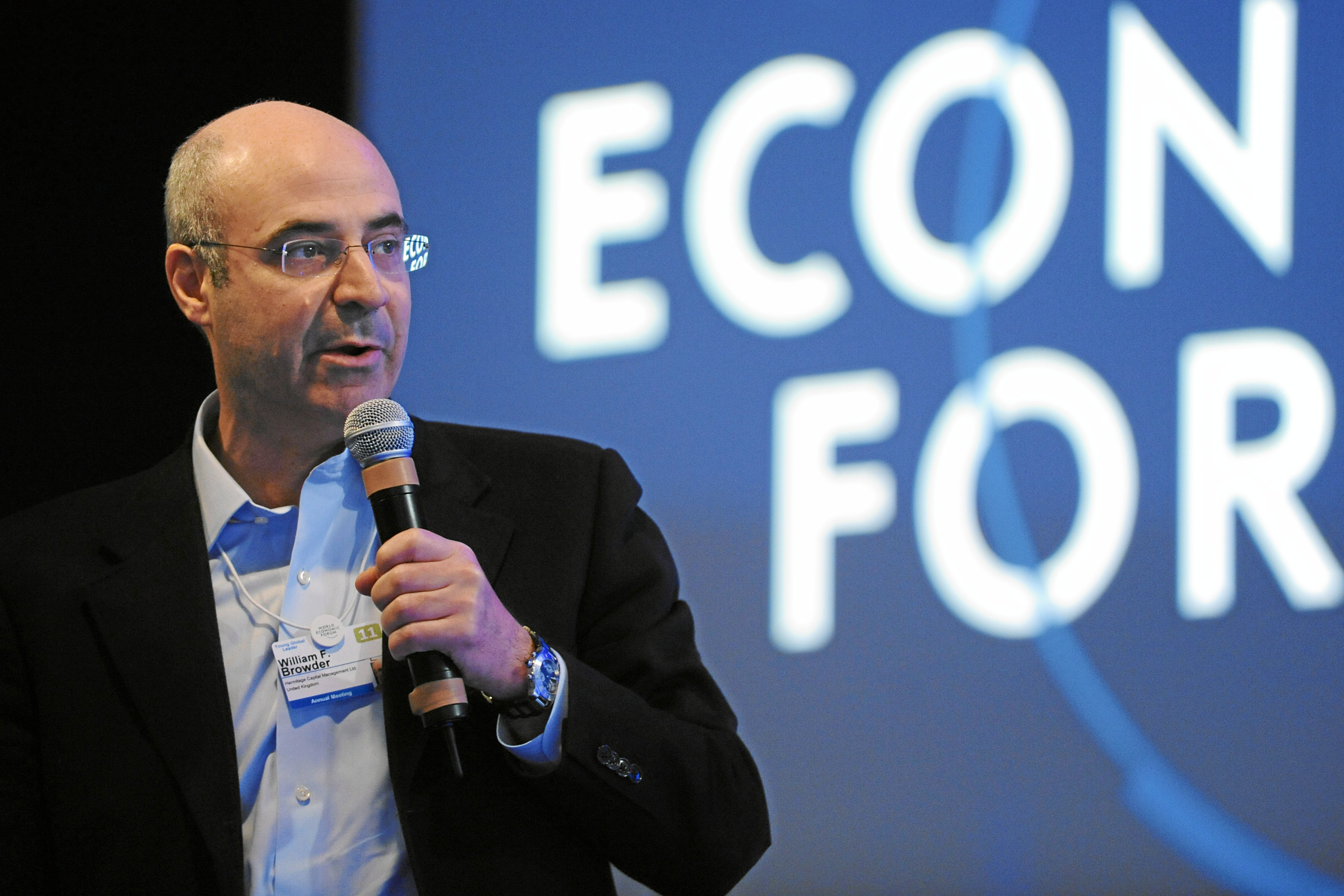
Bill Browder (2011)

Sir William Felix „Bill“ Browder KCMG (* 23. April 1964 in Chicago) ist ein britischer Unternehmer und Menschenrechtsaktivist. Er ist Mitbegründer und CEO der Fondsgesellschaft Hermitage Capital Management. Browder gilt seit 2007 als scharfer Kritiker der Politik des russischen Staatspräsidenten Wladimir Putin.

## Leben
Browder wurde 1964 in Chicago als Sohn des amerikanischen Mathematikers Felix Browder (* 1927 in Moskau; † 2016) und dessen jüdischstämmiger Ehefrau Eva (* 1929 in Wien) in eine politisch linksorientierte Akademikerfamilie geboren. Zudem ist Browder ein Enkel des langjährigen Vorsitzenden der Kommunistischen Partei der USA Earl Browder und der russisch-jüdischen Rechtsanwältin Raissa Berkman. Andrew und William Browder sind seine Onkel.
Der gebürtige US-Amerikaner Bill Browder lebt in London und ist britischer Staatsbürger. 1998 gab er seine amerikanische Staatsbürgerschaft auf. Seine Frau Melanie heiratete er in der Marble Arch Synagoge in London. Ihr gemeinsamer Sohn Joshua Browder wurde bereits in jungen Jahren bekannt mit der Internetplattform DoNotPay. Bill Browder studierte Wirtschaftswissenschaft an der University of Chicago und erlangte an der Stanford Graduate School of Business seinen Master of Business Administration. Später war er bei der Boston Consulting Group und bei Salomon Brothers beschäftigt.
1996 gründete er gemeinsam mit dem Bankier Edmond Safra die Hermitage Capital Management mit Sitz in Guernsey. Die Fondsgesellschaft galt zeitweise als einer der größten westlichen Investoren in Russland und verfügte im Jahr 2005 über Aktiva im Wert von 4 Milliarden US-Dollar. Dabei hatte Browder länger als andere das Vorgehen des russischen Präsidenten Wladimir Putin gegen Oligarchen verteidigt und war geradezu einer seiner Fürsprecher gewesen. Hermitage hatte zunächst von der Vorgehensweise bei und den Verhältnissen direkt nach der Privatisierung der russischen Wirtschaft profitiert und dabei Unternehmensanteile deutlich unter Wert erwerben können. Später konnte er anhand von Handelsregisteranträgen feststellen, dass aus russischen Unternehmen mit westlichen Minderheitsbeteiligungen (unter anderem durch Hermitage) erhebliche Vermögenswerte weit unter Wert an Manager und Oligarchen verschoben wurden. Die öffentlichen Rückforderungen dieser Vermögen wurde von Putin eine Zeit lang ausgenutzt, um Macht über die Beteiligten zu gewinnen. Später soll Putin nach Einschätzung Browders selbst an den Gewinnen aus der Veruntreuung von Unternehmensvermögen beteiligt gewesen sein und damit Browders nicht mehr bedurft haben, bzw. dessen fortgesetzte Anstrengungen, Rendite aus Russland heraus zu ziehen, stoppen wollen.

## Browders Verhältnis zu Russland und Präsident Putin
Browders Fonds- und Vermögensverwaltungsgesellschaft Hermitage Capital war jahrelang einer der größten ausländischen Investoren in Russland. Damals war Browder ein Fürsprecher Putins. 2005 wurde ihm die Einreise nach Russland verwehrt, ab 2004 hatten Ermittlungen wegen Steuerhinterziehung bei Briefkastenfirmen aus Browders Umfeld stattgefunden, darunter das Unternehmen Saturn Investment. Seit 2005 gilt Browder als scharfer Kritiker des Kremls, der den Sturz von Präsidenten Putin zum Ziel hat. Browder bezeichnete Putin u. a. als „Soziopath, kaltblütigen Killer“ und als „kriminellen Diktator ohne großen Unterschied zu Hitler, Mussolini oder Gaddafi“. Im Februar 2015 veröffentlichte Browder sein Buch Red Notice: A True Story of High Finance, Murder, and One Man’s Fight for Justice (dt. Ausgabe Red Notice: Wie ich Putins Staatsfeind Nr. 1 wurde). Hier unterstellte er dem russischen Präsidenten, „kein Freund der Juden“ zu sein. Dass Putin zahlreiche persönliche Spenden an jüdische Institutionen leistete und persönliche Beziehungen zu einflussreichen jüdischen Persönlichkeiten des öffentlichen Lebens hält, wird ihm von Browder als taktisches Vorgehen ausgelegt: „Er (Putin) hat zahlreiche Verbündete unter der extremen Rechten, die überaus antisemitisch sind. Putin ist allerdings intelligent genug, um zu wissen, mit wem er sich verbünden sollte und mit wem nicht. Er weiß, dass, wenn er sich mit jüdischen Persönlichkeiten verbündet, er sich mit einer sehr mächtigen Gruppe von Leuten aus aller Welt verbündet.“
Im November 2005 wurde Browder auf dem Flughafen Moskau-Scheremetjewo die Wiedereinreise nach Russland verweigert. 2007 wurden seine Unternehmen in Russland liquidiert, Browder wurde von Seiten der russischen Behörden Steuerhinterziehung sowie gesetzeswidrige Aneignung von Aktien des Unternehmens Gazprom vorgeworfen. Sein Wirtschaftsprüfer Sergei Magnitski, der für Browders Unternehmen tätig war und einen mutmaßlichen Betrug von Beamten im Umfang von etwa 200 Millionen Euro offengelegt haben soll, wurde im November 2008 verhaftet und verstarb am 16. November 2009 in einem Gefängnis in Moskau unter ungeklärten Umständen.
Bei einer gegen Hermitage Capital gerichteten Razzia sollen durch die beiden Beamten Firmenunterlagen und Stempel mitgenommen worden sein, mit deren Hilfe Tochterunternehmen von Hermitage später fingierte Verbindlichkeiten untergeschoben wurden, die Gewinne von fast einer Milliarde Dollar eliminierten. Damit wurde die auf diese Gewinne entrichtete Steuer in Höhe von 230 Millionen Dollar zurückgezahlt. Mitarbeiter der Steuerbehörden sollen daran beteiligt gewesen sein. Browder wurden diesbezüglich Unterlagen über Schweizer Bankkonten zugespielt.
Gemeinsam mit dem bereits vier Jahre zuvor verstorbenen Magnitski wurde Browder von einem russischen Gericht im Juli 2013 in Abwesenheit wegen Steuerhinterziehung zu neun Jahren Haft verurteilt. Der Versuch der russischen Behörden, Browder auf die internationale Fahndungsliste setzen zu lassen, schlug fehl. Die internationale Polizeiorganisation Interpol erklärte, die Vorwürfe gegen Browder seien politisch motiviert und widersprächen den Regeln von Interpol.
Nach Magnitskis Tod setzte sich Browder für die Bestrafung der verantwortlichen russischen Beamten ein. Er bezeichnet sich als Opfer einer Verschwörung sowohl russischer Behörden als auch krimineller Gruppen. Die Lobbykampagne Browders, die laut Bundeszentrale für politische Bildung eine Reihe von überzeugenden Belegen für Korruption in Steuerbehörden und anderen Regierungsstellen vorbrachte, führte in den USA im Jahr 2011 zum Erlass des „Magnitsky Act“, durch den 60 russische Beamte mit Einreisesperren belegt wurden, denen auch das Europäische Parlament folgte. Nachdem Browder bis 2005 die Politik Putins ausdrücklich gelobt hatte, warnte er seit 2007 in verschiedenen Veröffentlichungen und Interviews Anleger aus westlichen Ländern davor, in Russland zu investieren.
Der Filmemacher Andrei Nekrassow produzierte für den Sender Arte einen Dokumentarfilm zum Tod Magnitskis („Der Fall Magnizki“). In der Dokumentation kam Nekrassow entgegen der Version von Browder zu dem Schluss, dass Browders Unternehmen und dessen Wirtschaftsprüfer Magnitski damals nicht beabsichtigt hätten, über Korruption aufzuklären. Browder bezeichnete dies als Lüge und drohte gegenüber dem Sender mit Klagen, woraufhin die Ausstrahlung ausgesetzt wurde. Nekrassow kritisierte dies und erklärte, er hätte bei den Dreharbeiten keine Agenda gehabt, die Fakten hätten jedoch keinen anderen Schluss zugelassen, als dass es bei dem Fall um Steuerhinterziehung von Hermitage Capital Management ging. Im gleichen Zeitraum erfolgten umfassende öffentliche Kampagnen durch Russland. Unter anderem wurde Browder der Spionage verdächtigt und der Vorwurf erhoben, er habe die Ermordung Magnitskis fingiert, um Russland zu diskreditieren.
Am 29. Dezember 2017 verurteilte ein Gericht in Moskau Browder in Abwesenheit zu neun Jahren Lagerhaft. Es sprach ihn und seinen aus Russland emigrierten Geschäftspartner Iwan Tscherkassow des vorsätzlichen Bankrotts und der Steuerhinterziehung für schuldig. Die beiden sollen zudem eine Strafe von 4,2 Milliarden Rubel (60,7 Millionen Euro) bezahlen.
Im November 2018 versuchte die russische Regierung zum fünften Mal, Browder auf die internationale Fahndungsliste zu setzen, diesmal mit dem Vorwurf der Vergiftung von vier Personen in Russland.
Am 22. November 2019 berichtete das Nachrichtenmagazin Der Spiegel über seine Recherche im Bezug auf die Glaubwürdigkeit der von Browder gemachten Aussagen zum Fall Magnitski. Dabei kam das Medium zu dem Schluss, dass Browders Äußerungen einer genaueren Prüfung nicht standhielten. Nachdem Browder sich mit einer Beschwerde an die Spiegel-Chefredaktion und den Deutschen Presserat gewandt hatte, nahm das Medium erneut Stellung zu dem Fall und bekräftigte die im Artikel dokumentierten Zweifel an Browders Aussagen. In diesem Beitrag legte der Spiegel unter anderem Dokumente vor, welche die Erkenntnisse des Artikels belegen sollen.
Browder tritt seit 2020 ebenfalls als Kritiker der Regierung der Volksrepublik China auf. Er gehört zu den Befürwortern von Sanktionen westlicher Staaten gegen China wegen der Unterdrückung der Uiguren.

## Ehrungen
- 2024 The King’s Birthday Honours: Knight Commander of the Order of St Michael and St George[28]

## Werke
- Red Notice: A True Story of High Finance, Murder, and One Man’s Fight for Justice. Simon & Schuster, New York 2015, ISBN 978-1-4767-5574-8.
- Freezing Order: A True Story of Russian Money Laundering, State-Sponsored Murder, and Surviving Vladimir Putin’s Wrath. Simon & Schuster, 2022, ISBN 978-1-3985-0608-4.